# 4340 Dence
4340 Dence è un asteroide della fascia principale. Scoperto nel 1986, presenta un'orbita caratterizzata da un semiasse maggiore pari a 2,3931353 UA e da un'eccentricità di 0,2324672, inclinata di 25,18727° rispetto all'eclittica.